# 이영희 (1910년)
이영희(李泳熙, 1910년 3월 21일 경상남도 의령 - 1977년 7월 7일)는 대한민국 정치인이다. 제3,4대 국회의원(당속: 자유당 → 무소속)을 지냈다.

## 약력
- 의령교육감
- 의령면장
- 부산대학교 교육학과 초빙교수

## 학력
- 의령공립보통학교 졸업
- 일본 교토 도샤 중학교 졸업

## 역대 선거 결과
|  | 40.63% |

|  | 44.97% |

|  | 8.98% |

|  | 7.56% |

|  | 0% |